# 30828 Bethe
30828 Bethe è un asteroide della fascia principale. Scoperto nel 1990, presenta un'orbita caratterizzata da un semiasse maggiore pari a 2,3233115 UA e da un'eccentricità di 0,1257894, inclinata di 2,95344° rispetto all'eclittica.